# Diplusodon uninervius
Diplusodon uninervius är en fackelblomsväxtart som beskrevs av Emil Bernhard Koehne. Diplusodon uninervius ingår i släktet Diplusodon och familjen fackelblomsväxter. Inga underarter finns listade i Catalogue of Life.